# Société du salut national du Nord-Est
Des exilés du Nord-Est de la Chine fondent la société du salut national du Nord-Est afin de faire pression sur le gouvernement chinois pour mettre fin à sa politique de non-résistance à l'invasion japonaise de la Mandchourie après l'incident de Mukden de 1931 et pour venir en aide aux armées de volontaires anti-japonaises, spécialement dans la province de Liaoning. L'un des chefs de la société était Zhang Xueliang, qui aidait en cachette la résistance malgré son approbation officielle à la politique de non-résistance. Zhang n'était pas publiquement associé à la société où il ne tint jamais de poste mais la finançait et l'autorisait à utilisait son nom lors des communications avec les armées de volontaires.

## Source de la traduction
- (en) Cet article est partiellement ou en totalité issu de l’article de Wikipédia en anglais intitulé « Northeast National Salvation Society » (voir la liste des auteurs).